# Pompignac
Pompignac är en kommun i departementet Gironde i regionen Nouvelle-Aquitaine i sydvästra Frankrike. Kommunen ligger i kantonen Créon som tillhör arrondissementet Bordeaux. År 2022 hade Pompignac 3 485 invånare.

## Befolkningsutveckling
Antalet invånare i kommunen Pompignac
Referens:INSEE